# فریتز لاندن
 فریتز ولفگانگ لاندن (به آلمانی: Fritz Wolfgang London)؛ زاده ۷ مارس ۱۹۰۰ – درگذشته ۳۰ مارس ۱۹۵۴) یک فیزیک‌دان اهل آلمان بود.